# 埃里斯兰迪·阿尔瓦雷斯
埃里斯兰迪·阿尔瓦雷斯·博尔赫斯（西班牙語：Erislandy Álvarez Borges，2000年7月14日—），古巴男子拳击运动员，2023年世界男子拳击锦标赛60公斤级银牌得主、2024年夏季奥林匹克运动会男子63.5公斤级金牌得主。